# Constance Teander Cohen
Constance Teander Cohen (11 de fevereiro de 1921 - 14 de fevereiro de 1995) foi uma artista americana em Chicago. O seu trabalho foi premiado pela primeira vez na exposição Exhibition Momentum de 1948. Cohen ganhou a Medalha Logan de 1960 e o Prémio Armstrong. Ela foi casada com o artista George Cohen e faleceu no dia 14 de fevereiro de 1995, aos 74 anos.
A obra de Constance Cohen encontra-se na colecção do Museu de Arte Contemporânea (MCA) de Chicago.